# Interlands Peruviaans voetbalelftal 2020-2029
Deze pagina toont een chronologisch en gedetailleerd overzicht van de interlands die het Peruviaans voetbalelftal speelt en heeft gespeeld in de periode 2020 – 2029.

## Interlands

### 2020
|                                                                           |                                   |       |                                       |                                                                                            |
| 8 oktober WK 2022 kwalificatie № 646 «onderlinge duels» 19:30 uur (UTC−3) | Paraguay                          | 2 – 2 | Peru                                  | Estadio Defensores del Chaco, Asuncion Toeschouwers: 0 Scheidsrechter: Néstor Pitana (ARG) |
| 8 oktober WK 2022 kwalificatie № 646 «onderlinge duels» 19:30 uur (UTC−3) | Ángel Romero 66' Ángel Romero 81' |       | 52' André Carrillo 85' André Carrillo | Estadio Defensores del Chaco, Asuncion Toeschouwers: 0 Scheidsrechter: Néstor Pitana (ARG) |

|                                                                            |                                    |       |                                                                  |                                                                             |
| 13 oktober WK 2022 kwalificatie № 647 «onderlinge duels» 19:00 uur (UTC−5) | Peru                               | 2 – 4 | Brazilië                                                         | Estadio Nacional, Lima Toeschouwers: 0 Scheidsrechter: Julio Bascuñán (CHI) |
| 13 oktober WK 2022 kwalificatie № 647 «onderlinge duels» 19:00 uur (UTC−5) | André Carrillo 5' Renato Tapia 59' |       | 28' (pen.) Neymar 64' Richarlison 83' (pen.) Neymar 90+4' Neymar | Estadio Nacional, Lima Toeschouwers: 0 Scheidsrechter: Julio Bascuñán (CHI) |

|                                                                             |                                   |       |      |                                                                                   |
| 13 november WK 2022 kwalificatie № 648 «onderlinge duels» 20:00 uur (UTC−3) | Chili                             | 2 – 0 | Peru | Estadio Nacional, Santiago Toeschouwers: 0 Scheidsrechter: Esteban Ostojich (URU) |
| 13 november WK 2022 kwalificatie № 648 «onderlinge duels» 20:00 uur (UTC−3) | Arturo Vidal 19' Arturo Vidal 34' |       |      | Estadio Nacional, Santiago Toeschouwers: 0 Scheidsrechter: Esteban Ostojich (URU) |

|                                                                             |      |                                           |            |                                                                            |
| 17 november WK 2022 kwalificatie № 649 «onderlinge duels» 19:30 uur (UTC−5) | Peru | 0 – 2                                     | Argentinië | Estadio Nacional, Lima Toeschouwers: 0 Scheidsrechter: Wilmar Roldán (COL) |
| 17 november WK 2022 kwalificatie № 649 «onderlinge duels» 19:30 uur (UTC−5) |      | 17' Nicolás González 28' Lautaro Martínez |            | Estadio Nacional, Lima Toeschouwers: 0 Scheidsrechter: Wilmar Roldán (COL) |

### 2021
|                                                                        |      |                                                        |          |                                                                                     |
| 3 juni WK 2022 kwalificatie № 650 «onderlinge duels» 21:00 uur (UTC−5) | Peru | 0 – 3                                                  | Colombia | Estadio Nacional, Lima Toeschouwers: 0 Scheidsrechter: Wilton Pereira Sampaio (BRA) |
| 3 juni WK 2022 kwalificatie № 650 «onderlinge duels» 21:00 uur (UTC−5) |      | 40' Yerry Mina 49' Mateus Uribe 55' Luis Fernando Díaz |          | Estadio Nacional, Lima Toeschouwers: 0 Scheidsrechter: Wilton Pereira Sampaio (BRA) |

|                                                                        |                     |       |                                        |                                                                                           |
| 8 juni WK 2022 kwalificatie № 651 «onderlinge duels» 16:00 uur (UTC−5) | Ecuador             | 1 – 2 | Peru                                   | Estadio Rodrigo Paz Delgado, Quito Toeschouwers: 0 Scheidsrechter: Esteban Ostojich (URU) |
| 8 juni WK 2022 kwalificatie № 651 «onderlinge duels» 16:00 uur (UTC−5) | Gonzalo Plata 90+3' |       | 63' Christian Cueva 89' Luis Advíncula | Estadio Rodrigo Paz Delgado, Quito Toeschouwers: 0 Scheidsrechter: Esteban Ostojich (URU) |

| Copa América 2021 |
| ----------------- |

|                                                                              |                                                                  |       |      | |
| 17 juni Copa América 2021 Groep B № 652 «onderlinge duels» 21:00 uur (UTC−3) | Brazilië                                                         | 4 – 0 | Peru | Olympisch Stadion Nilton Santos, Rio de Janeiro Toeschouwers: 0 Scheidsrechter: Patricio Loustau (ARG) |
| 17 juni Copa América 2021 Groep B № 652 «onderlinge duels» 21:00 uur (UTC−3) | Alex Sandro 12' Neymar 68' Everton Ribeiro 89' Richarlison 90+3' |       |      | Olympisch Stadion Nilton Santos, Rio de Janeiro Toeschouwers: 0 Scheidsrechter: Patricio Loustau (ARG) |

|                                                                              |                         |       |                                       |                                                                                                 |
| 20 juni Copa América 2021 Groep B № 653 «onderlinge duels» 21:00 uur (UTC−3) | Colombia                | 1 – 2 | Peru                                  | Estádio Olímpico Pedro Ludovico, Goiânia Toeschouwers: 0 Scheidsrechter: Esteban Ostojich (URU) |
| 20 juni Copa América 2021 Groep B № 653 «onderlinge duels» 21:00 uur (UTC−3) | Miguel Borja 53' (pen.) |       | 17' Sergio Peña 64' (e.d.) Yerry Mina | Estádio Olímpico Pedro Ludovico, Goiânia Toeschouwers: 0 Scheidsrechter: Esteban Ostojich (URU) |

|                                                                              |                                               |       |                                          |                                                                                                  |
| 23 juni Copa América 2021 Groep B № 654 «onderlinge duels» 18:00 uur (UTC−3) | Ecuador                                       | 2 – 2 | Peru                                     | Estádio Olímpico Pedro Ludovico, Goiânia Toeschouwers: 0 Scheidsrechter: Jesús Gil Manzano (ESP) |
| 23 juni Copa América 2021 Groep B № 654 «onderlinge duels» 18:00 uur (UTC−3) | Renato Tapia 23' (e.d.) Ayrton Preciado 45+3' |       | 49' Gianluca Lapadula 54' André Carrillo | Estádio Olímpico Pedro Ludovico, Goiânia Toeschouwers: 0 Scheidsrechter: Jesús Gil Manzano (ESP) |

|                                                                              |           |                    |      |                                                                                               |
| 27 juni Copa América 2021 Groep B № 655 «onderlinge duels» 18:00 uur (UTC−3) | Venezuela | 0 – 1              | Peru | Estádio Nacional de Brasília, Brasília Toeschouwers: 0 Scheidsrechter: Patricio Loustau (ARG) |
| 27 juni Copa América 2021 Groep B № 655 «onderlinge duels» 18:00 uur (UTC−3) |           | 48' André Carrillo |      | Estádio Nacional de Brasília, Brasília Toeschouwers: 0 Scheidsrechter: Patricio Loustau (ARG) |

|                                                                                 |                                                                                             |              |                                                                                                 |                                                                                                 |
| 2 juli Copa América 2021 Kwartfinale № 656 «onderlinge duels» 18:00 uur (UTC−3) | Peru                                                                                        | 3 – 3 (n.v.) | Paraguay                                                                                        | Estádio Olímpico Pedro Ludovico, Goiânia Toeschouwers: 0 Scheidsrechter: Esteban Ostojich (URU) |
| 2 juli Copa América 2021 Kwartfinale № 656 «onderlinge duels» 18:00 uur (UTC−3) | Gustavo Gómez 21' (e.d.) Gianluca Lapadula 40' Yoshimar Yotún 80'                           |              | 11' Gustavo Gómez 54' Júnior Alonso 90' Gabriel Ávalos                                          | Estádio Olímpico Pedro Ludovico, Goiânia Toeschouwers: 0 Scheidsrechter: Esteban Ostojich (URU) |
| 2 juli Copa América 2021 Kwartfinale № 656 «onderlinge duels» 18:00 uur (UTC−3) | Strafschoppen                                                                               |              |                                                                                                 | Estádio Olímpico Pedro Ludovico, Goiânia Toeschouwers: 0 Scheidsrechter: Esteban Ostojich (URU) |
| 2 juli Copa América 2021 Kwartfinale № 656 «onderlinge duels» 18:00 uur (UTC−3) | Gianluca Lapadula Yoshimar Yotún Santiago Ormeño Renato Tapia Christian Cueva Miguel Trauco | 4 – 3        | Ángel Romero Júnior Alonso David Martínez Braian Samudio Robert Piris Da Motta Alberto Espínola | Estádio Olímpico Pedro Ludovico, Goiânia Toeschouwers: 0 Scheidsrechter: Esteban Ostojich (URU) |

|                                                                                  |                   |       |      | |
| 5 juli Copa América 2021 Halve finale № 657 «onderlinge duels» 20:00 uur (UTC−3) | Brazilië          | 1 – 0 | Peru | Olympisch Stadion Nilton Santos, Rio de Janeiro Toeschouwers: 0 Scheidsrechter: Roberto Tobar (CHI) |
| 5 juli Copa América 2021 Halve finale № 657 «onderlinge duels» 20:00 uur (UTC−3) | Lucas Paquetá 35' |       |      | Olympisch Stadion Nilton Santos, Rio de Janeiro Toeschouwers: 0 Scheidsrechter: Roberto Tobar (CHI) |

|                                                                                  |                                                                   |       |                                          |                                                                                            |
| 9 juli Copa América 2021 Troostfinale № 658 «onderlinge duels» 21:00 uur (UTC−3) | Colombia                                                          | 3 – 2 | Peru                                     | Estádio Nacional de Brasília, Brasilia Toeschouwers: 0 Scheidsrechter: Raphael Claus (BRA) |
| 9 juli Copa América 2021 Troostfinale № 658 «onderlinge duels» 21:00 uur (UTC−3) | Juan Cuadrado 49' Luis Fernando Díaz 66' Luis Fernando Díaz 90+4' |       | 45' Yoshimar Yotún 82' Gianluca Lapadula | Estádio Nacional de Brasília, Brasilia Toeschouwers: 0 Scheidsrechter: Raphael Claus (BRA) |

|  |  |  |  |  |  |  |  |  |

|                                                                             |                  |       |                            |                                                                                |
| 2 september WK 2022 kwalificatie № 659 «onderlinge duels» 20:00 uur (UTC−5) | Peru             | 1 – 1 | Uruguay                    | Estadio Nacional, Lima Toeschouwers: 8.000 Scheidsrechter: Néstor Pitana (ARG) |
| 2 september WK 2022 kwalificatie № 659 «onderlinge duels» 20:00 uur (UTC−5) | Renato Tapia 25' |       | 29' Giorgian De Arrascaeta | Estadio Nacional, Lima Toeschouwers: 8.000 Scheidsrechter: Néstor Pitana (ARG) |

|                                                                             |                     |       |           |                                                                                     |
| 5 september WK 2022 kwalificatie № 660 «onderlinge duels» 20:00 uur (UTC−5) | Peru                | 1 – 0 | Venezuela | Estadio Nacional, Lima Toeschouwers: 8.000 Scheidsrechter: Guillermo Guerrero (ECU) |
| 5 september WK 2022 kwalificatie № 660 «onderlinge duels» 20:00 uur (UTC−5) | Christian Cueva 35' |       |           | Estadio Nacional, Lima Toeschouwers: 8.000 Scheidsrechter: Guillermo Guerrero (ECU) |

|                                                                             |                                |       |      |                                                                                               |
| 9 september WK 2022 kwalificatie № 661 «onderlinge duels» 21:30 uur (UTC−3) | Brazilië                       | 2 – 0 | Peru | Arena de Pernambuco, São Lourenço da Mata Toeschouwers: 0 Scheidsrechter: Wilmar Roldán (COL) |
| 9 september WK 2022 kwalificatie № 661 «onderlinge duels» 21:30 uur (UTC−3) | Everton Ribeiro 15' Neymar 40' |       |      | Arena de Pernambuco, São Lourenço da Mata Toeschouwers: 0 Scheidsrechter: Wilmar Roldán (COL) |

|                                                                           |                                     |       |       |                                                                                     |
| 7 oktober WK 2022 kwalificatie № 662 «onderlinge duels» 20:00 uur (UTC−5) | Peru                                | 2 – 0 | Chili | Estadio Nacional, Lima Toeschouwers: 8.000 Scheidsrechter: Christian Ferreyra (URU) |
| 7 oktober WK 2022 kwalificatie № 662 «onderlinge duels» 20:00 uur (UTC−5) | Christian Cueva 36' Sergio Peña 64' |       |       | Estadio Nacional, Lima Toeschouwers: 8.000 Scheidsrechter: Christian Ferreyra (URU) |

|                                                                            |                 |       |      |                                                                                              |
| 10 oktober WK 2022 kwalificatie № 663 «onderlinge duels» 16:00 uur (UTC−4) | Bolivia         | 1 – 0 | Peru | Estadio Hernando Siles, La Paz Toeschouwers: 20.000 Scheidsrechter: Guillermo Guerrero (ECU) |
| 10 oktober WK 2022 kwalificatie № 663 «onderlinge duels» 16:00 uur (UTC−4) | Ramiro Vaca 83' |       |      | Estadio Hernando Siles, La Paz Toeschouwers: 20.000 Scheidsrechter: Guillermo Guerrero (ECU) |

|                                                                            |                      |       |      |                                                                                               |
| 14 oktober WK 2022 kwalificatie № 664 «onderlinge duels» 20:30 uur (UTC−3) | Argentinië           | 1 – 0 | Peru | El Monumental, Buenos Aires Toeschouwers: 36.000 Scheidsrechter: Wilton Pereira Sampaio (BRA) |
| 14 oktober WK 2022 kwalificatie № 664 «onderlinge duels» 20:30 uur (UTC−3) | Lautaro Martínez 43' |       |      | El Monumental, Buenos Aires Toeschouwers: 36.000 Scheidsrechter: Wilton Pereira Sampaio (BRA) |

|                                                                             |                                                          |       |         |                                                                               |
| 11 november WK 2022 kwalificatie № 665 «onderlinge duels» 21:00 uur (UTC−5) | Peru                                                     | 3 – 0 | Bolivia | Estadio Nacional, Lima Toeschouwers: 10.000 Scheidsrechter: Eber Aquino (PAR) |
| 11 november WK 2022 kwalificatie № 665 «onderlinge duels» 21:00 uur (UTC−5) | Gianluca Lapadula 9' Christian Cueva 31' Sergio Peña 39' |       |         | Estadio Nacional, Lima Toeschouwers: 10.000 Scheidsrechter: Eber Aquino (PAR) |

|                                                                             |                   |       |                                           |                                                                                           |
| 16 november WK 2022 kwalificatie № 666 «onderlinge duels» 19:00 uur (UTC−4) | Venezuela         | 1 – 2 | Peru                                      | Estadio Olímpico de la UCV, Caracas Toeschouwers: 9.000 Scheidsrechter: Bruno Arleu (BRA) |
| 16 november WK 2022 kwalificatie № 666 «onderlinge duels» 19:00 uur (UTC−4) | Darwin Machís 52' |       | 18' Gianluca Lapadula 65' Christian Cueva | Estadio Olímpico de la UCV, Caracas Toeschouwers: 9.000 Scheidsrechter: Bruno Arleu (BRA) |

### 2022
|                                                                         |                 |       |                   |                                                                                 |
| 16 januari Vriendschappelijk № 667 «onderlinge duels» 16:00 uur (UTC−5) | Peru            | 1 – 1 | Panama            | Estadio Nacional, Lima Toeschouwers: 0 Scheidsrechter: Fernando Echenique (ARG) |
| 16 januari Vriendschappelijk № 667 «onderlinge duels» 16:00 uur (UTC−5) | Alex Valera 37' |       | 72' Abdiel Ayarza | Estadio Nacional, Lima Toeschouwers: 0 Scheidsrechter: Fernando Echenique (ARG) |

|                                                                         |                                                     |       |         |                                                                                      |
| 20 januari Vriendschappelijk № 668 «onderlinge duels» 20:00 uur (UTC−5) | Peru                                                | 3 – 0 | Jamaica | Estadio Nacional, Lima Toeschouwers: 12.906 Scheidsrechter: Fernando Echenique (ARG) |
| 20 januari Vriendschappelijk № 668 «onderlinge duels» 20:00 uur (UTC−5) | Luis Iberico 48' Alex Valera 66' Yoshimar Yotún 82' |       |         | Estadio Nacional, Lima Toeschouwers: 12.906 Scheidsrechter: Fernando Echenique (ARG) |

|                                                                            |          |                   |      | |
| 28 januari WK 2022 kwalificatie № 669 «onderlinge duels» 16:00 uur (UTC−5) | Colombia | 0 – 1             | Peru | Estadio Metropolitano Roberto Meléndez, Barranquilla Toeschouwers: 41.000 Scheidsrechter: Jesús Valenzuela (VEN) |
| 28 januari WK 2022 kwalificatie № 669 «onderlinge duels» 16:00 uur (UTC−5) |          | 85' Edison Flores |      | Estadio Metropolitano Roberto Meléndez, Barranquilla Toeschouwers: 41.000 Scheidsrechter: Jesús Valenzuela (VEN) |

|                                                                            |                   |       |                    |                                                                                          |
| 1 februari WK 2022 kwalificatie № 670 «onderlinge duels» 21:00 uur (UTC−5) | Peru              | 1 – 1 | Ecuador            | Estadio Nacional, Lima Toeschouwers: 28.000 Scheidsrechter: Wilton Pereira Sampaio (BRA) |
| 1 februari WK 2022 kwalificatie № 670 «onderlinge duels» 21:00 uur (UTC−5) | Edison Flores 69' |       | 2' Michael Estrada | Estadio Nacional, Lima Toeschouwers: 28.000 Scheidsrechter: Wilton Pereira Sampaio (BRA) |

|                                                                          |                            |       |      |                                                                                            |
| 24 maart WK 2022 kwalificatie № 671 «onderlinge duels» 20:30 uur (UTC−3) | Uruguay                    | 1 – 0 | Peru | Estadio Centenario, Montevideo Toeschouwers: 40.000 Scheidsrechter: Anderson Daronco (BRA) |
| 24 maart WK 2022 kwalificatie № 671 «onderlinge duels» 20:30 uur (UTC−3) | Giorgian De Arrascaeta 42' |       |      | Estadio Centenario, Montevideo Toeschouwers: 40.000 Scheidsrechter: Anderson Daronco (BRA) |

|                                                                          |                                         |       |          |                                                                                      |
| 29 maart WK 2022 kwalificatie № 672 «onderlinge duels» 18:30 uur (UTC−5) | Peru                                    | 2 – 0 | Paraguay | Estadio Nacional, Lima Toeschouwers: 40.000 Scheidsrechter: Fernando Rapallini (ARG) |
| 29 maart WK 2022 kwalificatie № 672 «onderlinge duels» 18:30 uur (UTC−5) | Gianluca Lapadula 5' Yoshimar Yotún 42' |       |          | Estadio Nacional, Lima Toeschouwers: 40.000 Scheidsrechter: Fernando Rapallini (ARG) |

|                                                                     |                       |       |               |                                                                                                |
| 5 juni Vriendschappelijk № 673 «onderlinge duels» 17:30 uur (UTC+2) | Peru                  | 1 – 0 | Nieuw-Zeeland | RCDE Stadium, Cornellà de Llobregat Toeschouwers: 32.149 Scheidsrechter: Ishmael Barbara (MLT) |
| 5 juni Vriendschappelijk № 673 «onderlinge duels» 17:30 uur (UTC+2) | Gianluca Lapadula 69' |       |               | RCDE Stadium, Cornellà de Llobregat Toeschouwers: 32.149 Scheidsrechter: Ishmael Barbara (MLT) |

| |                                                                               |              |                                                                                           | |
| 13 juni WK 2022 kwalificatie Intercontinentale play-off № 674 «onderlinge duels» 21:00 uur (UTC+3) | Australië                                                                     | 0 – 0 (n.v.) | Peru                                                                                      | Ahmed bin Alistadion, Ar Rayyan (Qatar) Toeschouwers: 12.000 Scheidsrechter: Slavko Vinčić (SVN) Video-assistent: Juan Martínez Munuera (ESP) |
| 13 juni WK 2022 kwalificatie Intercontinentale play-off № 674 «onderlinge duels» 21:00 uur (UTC+3) |                                                                               |              |                                                                                           | Ahmed bin Alistadion, Ar Rayyan (Qatar) Toeschouwers: 12.000 Scheidsrechter: Slavko Vinčić (SVN) Video-assistent: Juan Martínez Munuera (ESP) |
| 13 juni WK 2022 kwalificatie Intercontinentale play-off № 674 «onderlinge duels» 21:00 uur (UTC+3) | Strafschoppen                                                                 |              |                                                                                           | Ahmed bin Alistadion, Ar Rayyan (Qatar) Toeschouwers: 12.000 Scheidsrechter: Slavko Vinčić (SVN) Video-assistent: Juan Martínez Munuera (ESP) |
| 13 juni WK 2022 kwalificatie Intercontinentale play-off № 674 «onderlinge duels» 21:00 uur (UTC+3) | Martin Boyle Aaron Mooy Craig Goodwin Ajdin Hrustić Jamie Maclaren Awer Mabil | 5 – 4        | Gianluca Lapadula Alexander Callens Luis Advíncula Renato Tapia Edison Flores Alex Valera | Ahmed bin Alistadion, Ar Rayyan (Qatar) Toeschouwers: 12.000 Scheidsrechter: Slavko Vinčić (SVN) Video-assistent: Juan Martínez Munuera (ESP) |

|                                                                           |                    |       |      |                                                                            |
| 24 september Vriendschappelijk № 675 «onderlinge duels» 18:00 uur (UTC−7) | Mexico             | 1 – 0 | Peru | Rose Bowl, Pasadena Toeschouwers: 62.729 Scheidsrechter: Bryan López (GUA) |
| 24 september Vriendschappelijk № 675 «onderlinge duels» 18:00 uur (UTC−7) | Hirving Lozano 85' |       |      | Rose Bowl, Pasadena Toeschouwers: 62.729 Scheidsrechter: Bryan López (GUA) |

|                                                                           |                                                                                                  |       |                            |                                                                                        |
| 27 september Vriendschappelijk № 676 «onderlinge duels» 20:00 uur (UTC−4) | Peru                                                                                             | 4 – 1 | El Salvador                | Audi Field, Washington D.C. Toeschouwers: 18.000 Scheidsrechter: Benjamín Pineda (CRC) |
| 27 september Vriendschappelijk № 676 «onderlinge duels» 20:00 uur (UTC−4) | Eriq Zavaleta 19' (e.d.) Gianluca Lapadula 40' (pen.) Bryan Reyna 81' Christian Cueva 86' (pen.) |       | 34' (pen.) Alexander Larín | Audi Field, Washington D.C. Toeschouwers: 18.000 Scheidsrechter: Benjamín Pineda (CRC) |

|                                                                          |                 |       |          |                                                                               |
| 16 november Vriendschappelijk № 677 «onderlinge duels» 20:00 uur (UTC−5) | Peru            | 1 – 0 | Paraguay | Estadio Nacional, Lima Toeschouwers: 20.000 Scheidsrechter: Jhon Ospina (COL) |
| 16 november Vriendschappelijk № 677 «onderlinge duels» 20:00 uur (UTC−5) | Alex Valera 49' |       |          | Estadio Nacional, Lima Toeschouwers: 20.000 Scheidsrechter: Jhon Ospina (COL) |

|                                                                          |                  |       |         |                                                                                                   |
| 19 november Vriendschappelijk № 678 «onderlinge duels» 21:10 uur (UTC−5) | Peru             | 1 – 0 | Bolivia | Estadio de la UNSA, Arequipa Toeschouwers: 40.000 Scheidsrechter: Flavio Rodrigues de Souza (BRA) |
| 19 november Vriendschappelijk № 678 «onderlinge duels» 21:10 uur (UTC−5) | Luis Iberico 55' |       |         | Estadio de la UNSA, Arequipa Toeschouwers: 40.000 Scheidsrechter: Flavio Rodrigues de Souza (BRA) |

### 2023
|                                                                       |                                         |       |      | |
| 25 maart Vriendschappelijk № 679 «onderlinge duels» 20:45 uur (UTC+1) | Duitsland                               | 2 – 0 | Peru | Mewa Arena, Mainz Toeschouwers: 25.358 Scheidsrechter: Maria Sole Ferrieri Caputi (ITA) Video-assistent: Paolo Mazzoleni (ITA) |
| 25 maart Vriendschappelijk № 679 «onderlinge duels» 20:45 uur (UTC+1) | Niclas Füllkrug 12' Niclas Füllkrug 33' |       |      | Mewa Arena, Mainz Toeschouwers: 25.358 Scheidsrechter: Maria Sole Ferrieri Caputi (ITA) Video-assistent: Paolo Mazzoleni (ITA) |

|                                                                       |         |       |      |                                                                                                |
| 28 maart Vriendschappelijk № 680 «onderlinge duels» 21:30 uur (UTC+2) | Marokko | 0 – 0 | Peru | Estadio Metropolitano, Madrid Toeschouwers: 32.000 Scheidsrechter: Juan Martínez Munuera (ESP) |
| 28 maart Vriendschappelijk № 680 «onderlinge duels» 21:30 uur (UTC+2) |         |       |      | Estadio Metropolitano, Madrid Toeschouwers: 32.000 Scheidsrechter: Juan Martínez Munuera (ESP) |

|                                                                      |            |                 |      |                                                                                       |
| 16 juni Vriendschappelijk № 681 «onderlinge duels» 20:00 uur (UTC+9) | Zuid-Korea | 0 – 1           | Peru | Busan Asiad Mainstadion, Busan Toeschouwers: 52.443 Scheidsrechter: Shaun Evans (AUS) |
| 16 juni Vriendschappelijk № 681 «onderlinge duels» 20:00 uur (UTC+9) |            | 11' Bryan Reyna |      | Busan Asiad Mainstadion, Busan Toeschouwers: 52.443 Scheidsrechter: Shaun Evans (AUS) |

|                                                                      |                                                                |       |                         | |
| 20 juni Vriendschappelijk № 682 «onderlinge duels» 18:55 uur (UTC+9) | Japan                                                          | 4 – 1 | Peru                    | Gemeentelijk stadion Suita, Suita Toeschouwers: 35.001 Scheidsrechter: Khamis Al-Marri (QAT) Video-assistent: Abdulhadi Al-Ruaile (QAT) |
| 20 juni Vriendschappelijk № 682 «onderlinge duels» 18:55 uur (UTC+9) | Hiroki Ito 22' Kaoru Mitoma 37' Junya Ito 62' Daizen Maeda 74' |       | 83' Christofer Gonzáles | Gemeentelijk stadion Suita, Suita Toeschouwers: 35.001 Scheidsrechter: Khamis Al-Marri (QAT) Video-assistent: Abdulhadi Al-Ruaile (QAT) |

|                                                                             |          |       |      |                                                                                                   |
| 7 september WK 2026 kwalificatie № 683 «onderlinge duels» 18:30 uur (UTC−4) | Paraguay | 0 – 0 | Peru | Estadio Antonio Aranda, Ciudad del Este Toeschouwers: 16.211 Scheidsrechter: Andrés Matonte (URU) |
| 7 september WK 2026 kwalificatie № 683 «onderlinge duels» 18:30 uur (UTC−4) |          |       |      | Estadio Antonio Aranda, Ciudad del Este Toeschouwers: 16.211 Scheidsrechter: Andrés Matonte (URU) |

|                                                                              |      |                |          |                                                                                      |
| 12 september WK 2026 kwalificatie № 684 «onderlinge duels» 21:00 uur (UTC−5) | Peru | 0 – 1          | Brazilië | Estadio Nacional, Lima Toeschouwers: 56.328 Scheidsrechter: Fernando Rapallini (ARG) |
| 12 september WK 2026 kwalificatie № 684 «onderlinge duels» 21:00 uur (UTC−5) |      | 90' Marquinhos |          | Estadio Nacional, Lima Toeschouwers: 56.328 Scheidsrechter: Fernando Rapallini (ARG) |

|                                                                            |                                            |       |      | |
| 12 oktober WK 2026 kwalificatie № 685 «onderlinge duels» 21:00 uur (UTC−3) | Chili                                      | 2 – 0 | Peru | Estadio Monumental David Arellano, Santiago Toeschouwers: 36.847 Scheidsrechter: Wilmar Roldán (COL) |
| 12 oktober WK 2026 kwalificatie № 685 «onderlinge duels» 21:00 uur (UTC−3) | Diego Valdés 74' Marcos López 90+1' (e.d.) |       |      | Estadio Monumental David Arellano, Santiago Toeschouwers: 36.847 Scheidsrechter: Wilmar Roldán (COL) |

|                                                                            |      |                                   |            |                                                                                    |
| 17 oktober WK 2026 kwalificatie № 686 «onderlinge duels» 21:00 uur (UTC−5) | Peru | 0 – 2                             | Argentinië | Estadio Nacional, Lima Toeschouwers: 37.675 Scheidsrechter: Jesús Valenzuela (VEN) |
| 17 oktober WK 2026 kwalificatie № 686 «onderlinge duels» 21:00 uur (UTC−5) |      | 32' Lionel Messi 42' Lionel Messi |            | Estadio Nacional, Lima Toeschouwers: 37.675 Scheidsrechter: Jesús Valenzuela (VEN) |

|                                                                             |                                |       |      |                                                                                              |
| 16 november WK 2026 kwalificatie № 687 «onderlinge duels» 16:00 uur (UTC−4) | Bolivia                        | 2 – 0 | Peru | Estadio Hernando Siles, La Paz Toeschouwers: 28.000 Scheidsrechter: Guillermo Guerrero (ECU) |
| 16 november WK 2026 kwalificatie № 687 «onderlinge duels» 16:00 uur (UTC−4) | Henry Vaca 20' Ramiro Vaca 87' |       |      | Estadio Hernando Siles, La Paz Toeschouwers: 28.000 Scheidsrechter: Guillermo Guerrero (ECU) |

|                                                                             |                    |       |                        |                                                                                 |
| 21 november WK 2026 kwalificatie № 688 «onderlinge duels» 21:00 uur (UTC−5) | Peru               | 1 – 1 | Venezuela              | Estadio Nacional, Lima Toeschouwers: 27.323 Scheidsrechter: Darío Herrera (ARG) |
| 21 november WK 2026 kwalificatie № 688 «onderlinge duels» 21:00 uur (UTC−5) | Yoshimar Yotún 17' |       | 54' Jefferson Savarino | Estadio Nacional, Lima Toeschouwers: 27.323 Scheidsrechter: Darío Herrera (ARG) |

### 2024
|                                                                       |                                        |       |           | |
| 22 maart Vriendschappelijk № 689 «onderlinge duels» 20:30 uur (UTC−5) | Peru                                   | 2 – 0 | Nicaragua | Estadio Alejandro Villanueva, Lima Toeschouwers: 33.900 Scheidsrechter: Paulo Cezar Zanovelli (BRA) |
| 22 maart Vriendschappelijk № 689 «onderlinge duels» 20:30 uur (UTC−5) | Joao Grimaldo 2' Gianluca Lapadula 12' |       |           | Estadio Alejandro Villanueva, Lima Toeschouwers: 33.900 Scheidsrechter: Paulo Cezar Zanovelli (BRA) |

|                                                                       |                                                                                        |       |                       |                                                                                                  |
| 26 maart Vriendschappelijk № 690 «onderlinge duels» 20:30 uur (UTC−5) | Peru                                                                                   | 4 – 1 | Dom. Rep.             | Estadio Monumental "U", Lima Toeschouwers: 50.000 Scheidsrechter: Braulio da Silva Machado (BRA) |
| 26 maart Vriendschappelijk № 690 «onderlinge duels» 20:30 uur (UTC−5) | Sergio Peña 18' Jesús Castillo 45+1' Piero Quispe 54' José Paolo Guerrero 90+4' (pen.) |       | 58' Jean Carlos López | Estadio Monumental "U", Lima Toeschouwers: 50.000 Scheidsrechter: Braulio da Silva Machado (BRA) |

|                                                                     |      |       |          |                                                                                            |
| 7 juni Vriendschappelijk № 691 «onderlinge duels» 19:30 uur (UTC−5) | Peru | 0 – 0 | Paraguay | Estadio Monumental "U", Lima Toeschouwers: 60.000 Scheidsrechter: Guillermo Guerrero (ECU) |
| 7 juni Vriendschappelijk № 691 «onderlinge duels» 19:30 uur (UTC−5) |      |       |          | Estadio Monumental "U", Lima Toeschouwers: 60.000 Scheidsrechter: Guillermo Guerrero (ECU) |

|                                                                      |             |                   |      |                                                                                 |
| 14 juni Vriendschappelijk № 692 «onderlinge duels» 20:30 uur (UTC−4) | El Salvador | 0 – 1             | Peru | Subaru Park, Chester Toeschouwers: 12.000 Scheidsrechter: Kwinsi Williams (TTO) |
| 14 juni Vriendschappelijk № 692 «onderlinge duels» 20:30 uur (UTC−4) |             | 17' Edison Flores |      | Subaru Park, Chester Toeschouwers: 12.000 Scheidsrechter: Kwinsi Williams (TTO) |

| Copa América 2024 |
| ----------------- |

|                                                                         |      |       |       |                                                                                           |
| 21 juni Copa América Groep A № 693 «onderlinge duels» 19:00 uur (UTC−5) | Peru | 0 – 0 | Chili | AT&T Stadium, Arlington Toeschouwers: 43.030 Scheidsrechter: Wilton Pereira Sampaio (BRA) |
| 21 juni Copa América Groep A № 693 «onderlinge duels» 19:00 uur (UTC−5) |      |       |       | AT&T Stadium, Arlington Toeschouwers: 43.030 Scheidsrechter: Wilton Pereira Sampaio (BRA) |

|                                                                         |      |                    |        |                                                                                             |
| 25 juni Copa América Groep A № 694 «onderlinge duels» 17:00 uur (UTC−5) | Peru | 0 – 1              | Canada | Children's Mercy Park, Kansas City Toeschouwers: 15.625 Scheidsrechter: Mario Escobar (GUA) |
| 25 juni Copa América Groep A № 694 «onderlinge duels» 17:00 uur (UTC−5) |      | 74' Jonathan David |        | Children's Mercy Park, Kansas City Toeschouwers: 15.625 Scheidsrechter: Mario Escobar (GUA) |

|                                                                         |                                           |       |      |                                                                                                |
| 29 juni Copa América Groep A № 695 «onderlinge duels» 20:00 uur (UTC−4) | Argentinië                                | 2 – 0 | Peru | Hard Rock Stadium, Miami Gardens Toeschouwers: 64.972 Scheidsrechter: César Arturo Ramos (MEX) |
| 29 juni Copa América Groep A № 695 «onderlinge duels» 20:00 uur (UTC−4) | Lautaro Martínez 47' Lautaro Martínez 86' |       |      | Hard Rock Stadium, Miami Gardens Toeschouwers: 64.972 Scheidsrechter: César Arturo Ramos (MEX) |

|  |  |  |  |  |  |  |  |  |

|                                                                             |                       |       |               |                                                               |
| 6 september WK 2026 kwalificatie № 696 «onderlinge duels» 20:30 uur (UTC−5) | Peru                  | 1 – 1 | Colombia      | Estadio Nacional, Lima Scheidsrechter: Esteban Ostojich (URU) |
| 6 september WK 2026 kwalificatie № 696 «onderlinge duels» 20:30 uur (UTC−5) | Alexander Callens 68' |       | 82' Luis Díaz | Estadio Nacional, Lima Scheidsrechter: Esteban Ostojich (URU) |

|                                                                              |                    |       |      |                                                                                            |
| 10 september WK 2026 kwalificatie № 697 «onderlinge duels» 16:00 uur (UTC−5) | Ecuador            | 1 – 0 | Peru | Estadio Rodrigo Paz Delgado, Quito Toeschouwers: 35.000 Scheidsrechter: Andrés Rojas (COL) |
| 10 september WK 2026 kwalificatie № 697 «onderlinge duels» 16:00 uur (UTC−5) | Enner Valencia 54' |       |      | Estadio Rodrigo Paz Delgado, Quito Toeschouwers: 35.000 Scheidsrechter: Andrés Rojas (COL) |

|                                                                            |                   |       |         |                                                                                 |
| 11 oktober WK 2026 kwalificatie № 698 «onderlinge duels» 20:30 uur (UTC−5) | Peru              | 1 – 0 | Uruguay | Estadio Nacional, Lima Toeschouwers: 43.000 Scheidsrechter: Facundo Tello (ARG) |
| 11 oktober WK 2026 kwalificatie № 698 «onderlinge duels» 20:30 uur (UTC−5) | Miguel Araujo 88' |       |         | Estadio Nacional, Lima Toeschouwers: 43.000 Scheidsrechter: Facundo Tello (ARG) |

|                                                                            |                                                                               |       |      | |
| 15 oktober WK 2026 kwalificatie № 699 «onderlinge duels» 21:45 uur (UTC−3) | Brazilië                                                                      | 4 – 0 | Peru | Estádio Nacional Mané Garrincha, Brasilia Toeschouwers: 60.139 Scheidsrechter: Esteban Ostojich (URU) |
| 15 oktober WK 2026 kwalificatie № 699 «onderlinge duels» 21:45 uur (UTC−3) | Raphinha 38' (pen.) Raphinha 54' (pen.) Andreas Pereira 71' Luiz Henrique 74' |       |      | Estádio Nacional Mané Garrincha, Brasilia Toeschouwers: 60.139 Scheidsrechter: Esteban Ostojich (URU) |

|                                                                             |      |       |       |                                                                                                |
| 15 november WK 2026 kwalificatie № 700 «onderlinge duels» 20:30 uur (UTC−5) | Peru | 0 – 0 | Chili | Estadio Monumental "U", Lima Toeschouwers: 40.122 Scheidsrechter: Wilton Pereira Sampaio (BRA) |
| 15 november WK 2026 kwalificatie № 700 «onderlinge duels» 20:30 uur (UTC−5) |      |       |       | Estadio Monumental "U", Lima Toeschouwers: 40.122 Scheidsrechter: Wilton Pereira Sampaio (BRA) |

|                                                                             |                      |       |      |                                                                                     |
| 19 november WK 2026 kwalificatie № 701 «onderlinge duels» 21:00 uur (UTC−3) | Argentinië           | 1 – 0 | Peru | La Bombonera, Buenos Aires Toeschouwers: 52.000 Scheidsrechter: Wilmar Roldán (COL) |
| 19 november WK 2026 kwalificatie № 701 «onderlinge duels» 21:00 uur (UTC−3) | Lautaro Martínez 55' |       |      | La Bombonera, Buenos Aires Toeschouwers: 52.000 Scheidsrechter: Wilmar Roldán (COL) |

### 2025
|                                                                          |                                                    |       |                            |                                                          |
| 20 maart WK 2026 kwalificatie № 702 «onderlinge duels» 20:30 uur (UTC−5) | Peru                                               | 3 – 1 | Bolivia                    | Estadio Nacional, Lima Scheidsrechter: Yael Falcón (ARG) |
| 20 maart WK 2026 kwalificatie № 702 «onderlinge duels» 20:30 uur (UTC−5) | Andy Polo 37' Paolo Guerrero 45' Edison Flores 82' |       | 58' (pen.) Miguel Terceros | Estadio Nacional, Lima Scheidsrechter: Yael Falcón (ARG) |

|                                                                          |                           |       |      |                                                                                       |
| 25 maart WK 2026 kwalificatie № 703 «onderlinge duels» 20:00 uur (UTC−4) | Venezuela                 | 1 – 0 | Peru | Estadio Monumental, Maturín Toeschouwers: 33.683 Scheidsrechter: Cristian Garay (CHI) |
| 25 maart WK 2026 kwalificatie № 703 «onderlinge duels» 20:00 uur (UTC−4) | Salomón Rondón 41' (pen.) |       |      | Estadio Monumental, Maturín Toeschouwers: 33.683 Scheidsrechter: Cristian Garay (CHI) |

|                                                           |          |   |      |                               |
| juni WK 2026 kwalificatie № 704 «onderlinge duels» n.n.b. | Colombia | – | Peru | n.n.b. Scheidsrechter: n.n.b. |
| juni WK 2026 kwalificatie № 704 «onderlinge duels» n.n.b. |          |   |      | n.n.b. Scheidsrechter: n.n.b. |

|                                                           |      |   |         |                               |
| juni WK 2026 kwalificatie № 705 «onderlinge duels» n.n.b. | Peru | – | Ecuador | n.n.b. Scheidsrechter: n.n.b. |
| juni WK 2026 kwalificatie № 705 «onderlinge duels» n.n.b. |      |   |         | n.n.b. Scheidsrechter: n.n.b. |

|                                                                |         |   |      |                               |
| september WK 2026 kwalificatie № 706 «onderlinge duels» n.n.b. | Uruguay | – | Peru | n.n.b. Scheidsrechter: n.n.b. |
| september WK 2026 kwalificatie № 706 «onderlinge duels» n.n.b. |         |   |      | n.n.b. Scheidsrechter: n.n.b. |

|                                                                |      |   |          |                               |
| september WK 2026 kwalificatie № 707 «onderlinge duels» n.n.b. | Peru | – | Paraguay | n.n.b. Scheidsrechter: n.n.b. |
| september WK 2026 kwalificatie № 707 «onderlinge duels» n.n.b. |      |   |          | n.n.b. Scheidsrechter: n.n.b. |

FPF · A-internationals · Selecties · Bondscoaches · Statistieken · Peruviaans vrouwenelftal · Olympisch elftal · Peru U21 · Peru U20 · Peru U19 · Peru U18 · Peru U17
1920 – 1929 ·
1930 – 1939 ·
1940 – 1949 ·
1950 – 1959 ·
1960 – 1969 ·
1970 – 1979 ·
1980 – 1989 ·
1990 – 1999 ·
2000 – 2009 ·
2010 – 2019 ·
2020 – 2029
WK 1930 · 
WK 1970 · 
WK 1978 · 
WK 1982 · 
WK 2018
OS 1936 · 
OS 1960
1927 · 
1928 · 
1929 · 
1930 · 
1931 · 1932 · 1933 · 1934 · 
1935 · 
1936 · 
1937 · 
1938 · 
1939 · 
1940 · 
1941 · 
1942 · 
1943 · 1944 · 1945 · 1946 · 
1947 · 
1948 · 
1949 · 
1950 · 1951 · 
1952 · 
1953 · 
1954 · 
1955 · 
1956 · 
1957 · 
1958 · 
1959 · 
1960 · 
1961 · 
1962 · 
1963 · 
1964 · 
1965 · 
1966 · 
1967 · 
1968 · 
1969 · 
1970 · 
1971 · 
1972 · 
1973 · 
1974 · 
1975 · 
1976 · 
1977 · 
1978 · 
1979 · 
1980 · 
1981 · 
1982 · 
1983 · 
1984 · 
1985 · 
1986 · 
1987 · 
1988 · 
1989 · 
1990 · 
1991 · 
1992 · 
1993 · 
1994 · 
1995 · 
1996 · 
1997 · 
1998 · 
1999 · 
2000 · 
2001 · 
2002 · 
2003 · 
2004 · 
2005 · 
2006 · 
2007 · 
2008 · 
2009 · 
2010 · 
2012 · 
2012 · 
2013 · 
2014 · 
2015 · 
2016 · 
2017 · 
2018 · 
2019 · 
2020 · 
2021 ·
2022 ·
2023 ·
2024
Algerije ·
Argentinië ·
Armenië ·
Australië ·
België ·
Bolivia ·
Brazilië ·
Bulgarije ·
Canada ·
Chili ·
China ·
Colombia ·
Costa Rica ·
Denemarken ·
Dominicaanse Republiek ·
Duitsland ·
Ecuador ·
El Salvador ·
Engeland ·
Finland ·
Frankrijk ·
Guatemala ·
Haïti ·
Honduras ·
Hongarije ·
IJsland · 
India ·
Irak ·
Iran ·
Italië ·
Jamaica ·
Japan ·
Joegoslavië ·
Kameroen ·
Kroatië ·
Marokko ·
Mexico ·
Nederland ·
Nicaragua ·
Nieuw-Zeeland ·
Nigeria ·
Oostenrijk ·
Panama ·
Paraguay ·
Polen ·
Qatar ·
Roemenië ·
Saoedi-Arabië ·
Schotland ·
Slowakije ·
Sovjet-Unie ·
Spanje ·
Trinidad en Tobago ·
Tsjechië ·
Tunesië ·
Uruguay ·
Venezuela ·
Verenigde Arabische Emiraten ·
Verenigde Staten ·
Wit-Rusland ·
Zuid-Korea ·
Zweden ·
Zwitserland
Australië (2018) ·
Denemarken (2018) ·
Frankrijk (2018) ·
Italië (1982) · 
Kameroen (1982) · 
Polen (1982)
CONMEBOL: Argentinië · Bolivia · Brazilië · Chili · Colombia · Ecuador · Paraguay · Peru · Uruguay · Venezuela

UEFA: Albanië · Andorra · Armenië · Azerbeidzjan · België · Bosnië en Herzegovina · Bulgarije · Cyprus · Denemarken · Duitsland · Engeland · Estland · Faeröer · Finland · Frankrijk · Georgië · Gibraltar · Griekenland · Hongarije · IJsland · Ierland · Israël · Italië · Kazachstan · Kosovo · Kroatië · Letland · Liechtenstein · Litouwen · Luxemburg · Malta · Moldavië · Montenegro · Nederland · Noord-Ierland · Noord-Macedonië · Noorwegen · Oekraïne · Oostenrijk · Polen · Portugal · Roemenië · Rusland · San Marino · Schotland · Servië · Slovenië · Slowakije · Spanje · Tsjechië · Turkije · Wales · Wit-Rusland · Zweden · Zwitserland

AFC: Australië · China · Irak · Iran · Japan · Libanon · Oezbekistan · Oman · Qatar · Saoedi-Arabië · Syrië · Verenigde Arabische Emiraten · Vietnam · Zuid-Korea

CAF: Algerije · Burkina Faso · Congo-Kinshasa · Egypte · Ghana · Ivoorkust · Kaapverdië · Kameroen · Mali · Marokko · Nigeria · Senegal · Tunesië · Zuid-Afrika

CONCACAF: Canada · Costa Rica · Curaçao · El Salvador · Honduras · Jamaica · Mexico · Panama · Suriname · Verenigde Staten

OFC: Nieuw-Zeeland